# 苏卡战争
苏卡战争（羅馬化：Suchyi voyny ）又稱婊子戰爭，是发生在1945年至1953年约瑟夫·斯大林之死期间的古拉格中的一場衝突。衝突双方為在二战中加入蘇聯紅軍的劳改犯（即‘婊子’，俄语罗马化：suka）和监狱管理人员以及劳改犯中的律贼。

## 背景
俄语词“suka”（意即‘婊子’）在其语境中比英文中的“Bitch”所拥有的负面含义要多。在俄国罪犯俚语中，“suka”特指“屈从于某人，让自己变成其走狗”的人，即通过任何方式与政府和执法力量合作的犯罪组织人员。苏联监狱系统中，特定的历史和社会结构与沙皇时期一脉相承。这一套监狱文化中的一个重要信条就是犯人绝对不能与沙皇政府（以及后来的苏维埃政权）进行任何合作。而且，这里的“合作”包含了一切合作行为，不仅仅是人们常以为的告密行为  。

## 第二次世界大战
随着第二次世界大战的进行，约瑟夫·斯大林向狱中囚犯保证，如果他们选择加入军队上战场，就能在战争结束时获得赦免或减刑。战争结束后，很多參加戰爭的囚犯又回到了监狱和劳改营中，但却被那些一直對政府保持死硬态度的囚犯称作“suka”并划归囚犯阶层中的最下等。因此，有过與政府合作经历的囚犯（以下简称‘苏卡’）又不得不再次与监狱管理者合作，以求得生存机会，而且还能在狱中得到更好的工作。 
因此，监狱内部的一场战争随即爆发，对立双方分别是苏卡和俄国地下犯罪社会的头目（即‘律賊’）。在苏卡战争中，監獄械鬥造成大量的非正常死亡，监狱当局对犯人的大量消失置若罔闻，因为这样还能帮他们减少囚犯人口，进而减少可能在出狱后重操旧业的犯人数量。